# Bettiscombe
Bettiscombe Es un pequeño pueblo y parroquia civil del oeste de Dorset, Inglaterra, situado en el valle de Marshwood Vale, a 6,4 km al oeste de Beaminster. La población de Bettiscombe junto con la parroquia vecina de Marshwood, era de 360 personas en 2017.

## Historia
La iglesia parroquial, dedicada a San Esteban, tiene dos ventanas en el presbiterio y una en la torre oeste probablemente construida alrededor del año 1400, si bien el resto de la estructura fue reconstruido en 1862.

## La leyenda de la calavera
Bettiscombe Manor, una mansión del pueblo, es conocida como "La casa del cráneo que grita" ("The House of the Screaming Skull", en el original en inglés) por una leyenda del siglo XVII. Existen otras historias de fantasmas en las que también se hace referencia a la mansión. De acuerdo a la leyenda, el cráneo que grita procede de un esclavo jamaicano al servicio de John Frederick Pinney.
Esta leyenda dice que los descendientes de Azariah Pinney se deshicieron de sus propiedades en Nevis y regresaron a la casa familiar de Bettiscombe Manor en 1830, acompañados de uno de los esclavos negros de la familia. Bajo el mandato de su propietario el esclavo enfermó, presuntamente, de tuberculosis. En su lecho de muerte, juró que no encontraría descanso hasta que su cuerpo volviera a Nevis, su patria. Pero, cuando murió, John Frederick Pinney rehusó hacerse cargo de los gatos de repatriación y en su lugar enterró el cadáver en el cementerio de la iglesia de San Esteban de la localidad. Después del entierro, la mala fortuna se abatió sobre Bettiscombe durante meses y podían oírse gritos procedentes del cementerio. En la mansión ocurrían cosas raras, como ventanas repiqueteando y puertas cerrándose solas. Los habitantes del pueblo exigieron una solución a los propietarios. El cuerpo del criado fue exhumado y llevado a la mansión. Las referencias al esqueleto del criado han ido desapareciendo a lo largo de la Historia, excepto el cráneo, que se conserva en la casa.
En 1963 un profesor de anatomía humana de la Facultad Real de Cirujanos determinó que el cráneo no pertenece a un hombre negro, sino a una mujer europea de entre veinticinco y treinta años.
La leyenda de Bettiscombe es la fuente de inspiración citada por el propio Francis Marion Crawford en su relato The Screaming Skull, incluido en su colección Wandering Ghosts de 1911, publicada en español bajo el título La calavera aullante y otros relatos de fantasmas espeluznantes por la editorial Valdemar en 2013.